# Bezirk Murau

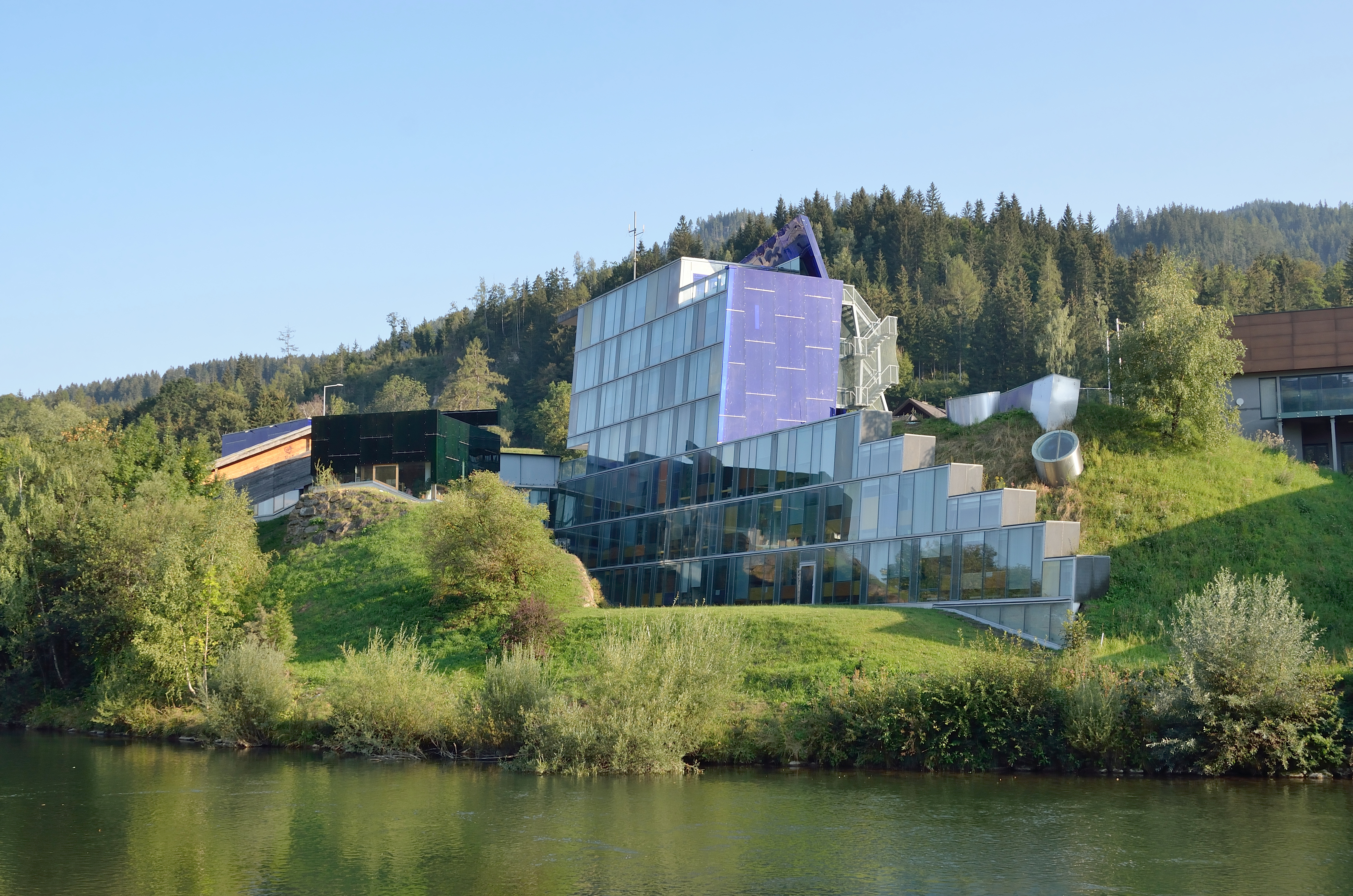
Die BH Murau, 2002 erbaut nach Plänen der Architekten Wolfgang Tschapeller und Friedrich W. Schöffauer

Der Bezirk Murau ist ein politischer Bezirk des Landes Steiermark, die Fläche beträgt 1.385,48 km².
Er ist mit 27.062 Einwohnern (2024) dünn besiedelt und zudem von Abwanderung betroffen. Sitz der Bezirksverwaltung ist die gleichnamige Stadt Murau. Der Bezirk Murau hat einen Waldanteil von 62 % und steiermarkweit den größten Anteil an Almflächen.

## Angehörige Gemeinden

Der Bezirk Murau umfasst 14 Gemeinden, darunter zwei Städte und fünf Marktgemeinden.
Die Einwohnerzahlen der Tabelle stammen vom 1. Jänner 2024,
Regionen sind Kleinregionen der Steiermark
| Gemeinde                     | Lage | Ew    | km²    | Ew / km² | Gerichtsbezirk | Region                                                | Typ             | Foto | Metadaten         |
| ---------------------------- | ---- | ----- | ------ | -------- | -------------- | ----------------------------------------------------- | --------------- | ---- | ----------------- |
| Krakau                       |      | 1.354 | 123,46 | 11       | Murau          | 013 Drei Täler                                        | Gemeinde        | ja   | Gem.Kennz.: 61437 |
| Mühlen                       |      | 865   | 50,79  | 17       | Murau          | 016 Zirbitzkogel-Grebenzen aufgelöst 1. Dezember 2018 | Markt- gemeinde | ja   | Gem.Kennz.: 61410 |
| Murau                        |      | 3.365 | 76,69  | 44       | Murau          | 008 Murau aufgelöst 8. Oktober 2016                   | Stadt- gemeinde | ja   | Gem.Kennz.: 61438 |
| Neumarkt in der Steiermark   |      | 4.875 | 163,53 | 30       | Murau          | 016 Zirbitzkogel-Grebenzen aufgelöst 1. Dezember 2018 | Markt- gemeinde | ja   | Gem.Kennz.: 61439 |
| Niederwölz                   |      | 602   | 10,25  | 59       | Murau          | 044 Scheifling aufgelöst 7. Dezember 2019             | Gemeinde        | ja   | Gem.Kennz.: 61413 |
| Oberwölz                     |      | 2.922 | 210,27 | 14       | Murau          | 021 Oberwölz-Lachtal                                  | Stadt- gemeinde | ja   | Gem.Kennz.: 61440 |
| Ranten                       |      | 1.139 | 52,46  | 22       | Murau          | 013 Drei Täler                                        | Gemeinde        | ja   | Gem.Kennz.: 61441 |
| Sankt Georgen am Kreischberg |      | 1.680 | 111,58 | 15       | Murau          | 008 Murau aufgelöst 8. Oktober 2016                   | Gemeinde        | ja   | Gem.Kennz.: 61442 |
| Sankt Lambrecht              |      | 1.791 | 70,41  | 25       | Murau          | 016 Zirbitzkogel-Grebenzen aufgelöst 1. Dezember 2018 | Markt- gemeinde | ja   | Gem.Kennz.: 61443 |
| St. Peter am Kammersberg     |      | 1.973 | 84,61  | 23       | Murau          | 013 Drei Täler                                        | Markt- gemeinde | ja   | Gem.Kennz.: 61425 |
| Scheifling                   |      | 2.145 | 57,41  | 37       | Murau          | 044 Scheifling aufgelöst 7. Dezember 2019             | Markt- gemeinde | ja   | Gem.Kennz.: 61444 |
| Schöder                      |      | 883   | 74,58  | 12       | Murau          | 013 Drei Täler                                        | Gemeinde        | ja   | Gem.Kennz.: 61428 |
| Stadl-Predlitz               |      | 1.655 | 257,10 | 6,4      | Murau          | 008 Murau aufgelöst 8. Oktober 2016                   | Gemeinde        | ja   | Gem.Kennz.: 61445 |
| Teufenbach-Katsch            |      | 1.813 | 42,33  | 43       | Murau          | 044 Scheifling aufgelöst 7. Dezember 2019             | Gemeinde        | ja   | Gem.Kennz.: 61446 |

## Gemeindeänderungen seit 1945
1. Jänner 1948
- Zusammenschluss der Gemeinden Ranten und Tratten zur Gemeinde Ranten

31. Dezember 1948
- Umbenennung der Gemeinde Katsch in Katsch an der Mur
- Umbenennung der Gemeinde Lind in Lind bei Scheifling
- Umbenennung der Gemeinde Pöllau in Pöllau bei Sankt Peter am Kammersberg
- Umbenennung der Gemeinde Sankt Marein in Sankt Marein bei Neumarkt
- Umbenennung der Gemeinde Stadl in Stadl an der Mur

1. Februar 1949
- Umbenennung der Gemeinde Sankt Ruprecht in Sankt Ruprecht ob Murau

1. Juli 1951
- Umbenennung der Gemeinde Dürnstein in Dürnstein in Steiermark
- Umbenennung der Gemeinde Feistritz in Feistritz am Kammersberg
- Umbenennung der Gemeinde Kulm in Kulm am Zirbitz
- Umbenennung der Gemeinde Laßnitz in Laßnitz bei Murau
- Umbenennung der Gemeinde Neumarkt in Neumarkt in Steiermark
- Umbenennung der Gemeinde Pöllau bei Sankt Peter am Kammersberg in Pöllau am Greim
- Umbenennung der Gemeinde Schönberg in Schönberg bei Niederwölz
- Umbenennung der Gemeinde Winklern in Winklern bei Oberwölz

1. Jänner 1952
- Zusammenschluss der Gemeinden Lind bei Scheifling und Scheifling zur Gemeinde Scheifling

1. Jänner 1957
- Umbenennung der Gemeinde Perchau in Perchau am Sattel

1. Jänner 1963
- Zusammenschluss der Gemeinden Sankt Georgen bei Neumarkt und Sankt Marein bei Neumarkt zur Gemeinde Sankt Marein bei Neumarkt

1. Jänner 1965
- Zusammenschluss der Gemeinden Freiberg, Ranten und Seebach zur Gemeinde Ranten
- Zusammenschluss der Gemeinden Jakobsberg, Mühlen, Noreia und Sankt Veit in der Gegend zur Gemeinde Mühlen

1. Jänner 1968
- Zusammenschluss der Gemeinden Frojach und Katsch an der Mur zur Gemeinde Frojach
- Zusammenschluss der Gemeinden Feistritz am Kammersberg, Peterdorf, Pöllau am Greim und Sankt Peter am Kammersberg zur Gemeinde Sankt Peter am Kammersberg

1. Jänner 1969
- Umbenennung der Gemeinde Frojach in Frojach-Katsch
- Zusammenschluss der Gemeinden Einach und Predlitz zur Gemeinde Predlitz-Turrach

1. Jänner 1975
- Umbenennung der Gemeinde Schönberg bei Niederwölz in Schönberg-Lachtal

1. Jänner 1976
- Umbenennung der Gemeinde Dürnstein in Steiermark in Dürnstein in der Steiermark

1. Jänner 2005
- Zusammenschluss der Gemeinden Falkendorf und Sankt Ruprecht ob Murau zur Gemeinde St. Ruprecht-Falkendorf

1. Jänner 2015 (Steiermärkische Gemeindestrukturreform)
- Zusammenschluss der Gemeinden Krakaudorf, Krakauhintermühlen und Krakauschatten zur Gemeinde Krakau
- Zusammenschluss der Gemeinden Laßnitz bei Murau, Murau, Stolzalpe und Triebendorf zur Gemeinde Murau
- Zusammenschluss der Gemeinden Dürnstein in der Steiermark, Neumarkt in Steiermark, Kulm am Zirbitz, Mariahof, Perchau am Sattel, Sankt Marein bei Neumarkt und Zeutschach zur Gemeinde Neumarkt in der Steiermark
- Zusammenschluss der Gemeinden Oberwölz Stadt, Oberwölz Umgebung, Schönberg-Lachtal und Winklern bei Oberwölz zur Gemeinde Oberwölz
- Zusammenschluss der Gemeinden Ranten und Rinegg zur Gemeinde Ranten
- Zusammenschluss der Gemeinden Sankt Georgen ob Murau und St. Ruprecht-Falkendorf zur Gemeinde Sankt Georgen am Kreischberg
- Zusammenschluss der Gemeinden Sankt Blasen und Sankt Lambrecht zur Gemeinde Sankt Lambrecht
- Zusammenschluss der Gemeinden Sankt Lorenzen bei Scheifling und Scheifling zur Gemeinde Scheifling
- Zusammenschluss der Gemeinden Predlitz-Turrach und Stadl an der Mur zur Gemeinde Stadl-Predlitz
- Zusammenschluss der Gemeinden Frojach-Katsch und Teufenbach zur Gemeinde Teufenbach-Katsch[2]